# 에드워드 캔비
에드워드 리처드 스프리그 캔비(Edward Richard Sprigg Canby, 1817년 11월 9일 ~ 1873년 4월 11일)는 미국 육군 장교로, 미국 남북전쟁 때 북군 장군으로 복무했다. 전쟁 종식 이후 재건 시대와 인디언 전쟁에서도 활동했다. 북부 캘리포니아에서 모도크 족 인디언과 평화적인 대화를 시도하다가 살해당함으로써, 남북전쟁이 종결된 뒤 죽은 최초의 미군 장군이 되었다.